# 장범준 3집
《장범준 3집》은  2019년 3월 21일에 발매한 대한민국의 싱어송라이터 장범준의 세 번째 솔로 음반이다.
타이틀곡 〈당신과는 천천히〉는 22일 오전 8시 기준으로 멜론을 비롯해 전 음원 차트에서 1위를 기록하며 차트 올킬에 성공하였다. 〈노래방에서〉, 〈일산으로〉 등 수록곡 전곡 모두 차트인을 하며 상위권을 점령하며, 약 27개월 만에 컴백에도 여전히 음원 강자의 면모를 보여주었다.

## 배경
3월 25일 인스타를 통해 많은 팬들의 의견을 반영하여 3집 수록곡 〈노래방에서〉를 더블 타이틀로 변경하였음을 밝혔다.
수록곡 〈일산으로〉는 원래 제목은 〈적신호〉였지만 회사의 반발로 바꾸었다고 한다.
2019 연간 가온 차트에서 〈노래방에서〉 17위, 〈당신과는 천천히〉가 46위를 차지하였으며, 멜론 국내 연간 차트에서는 각각 15위와 41위를 차지하였다.

## 곡 목록
모든 곡들은 장범준에 의해 작사/작곡하였다.
| #  | 제목                        | 재생 시간 |
| -- | --------------------------- | --------- |
| 1. | 〈당신과는 천천히〉         | 4:00      |
| 2. | 〈일산으로〉                | 3:46      |
| 3. | 〈노래방에서〉              | 4:00      |
| 4. | 〈그모습 그대로〉           | 3:20      |
| 5. | 〈엄마 용돈 좀 보내주세요〉 | 4:21      |
| 6. | 〈이밤〉                    | 3:17      |
| 7. | 〈왜〉                      | 3:24      |
| 8. | 〈상상속에서〉              | 3:46      |